# Strategická iniciativa
Strategická iniciativa charakterizuje schopnost jedné ze stran aktivně určovat charakter bojových operací v celém válečném konfliktu nebo na celé frontě. Strana, která získá strategickou iniciativu, má možnost vnutit protivníkovi styl boje a sama si určuje, kde zaútočí a jak proběhne bitva. Jejímu protivníkovi nezbývá než se spokojit s iniciativou na lokální úrovni a doufat, že nástup nepřítele zachytí a odrazí, a že mu případné vítězství vrátí iniciativu zpět.
Získání strategické iniciativy zpravidla představuje značnou výhodu a považuje se za velmi důležitý krok k dosažení vítězství. Lze ji dosáhnout buďto vítězstvím v důležité bitvě (viz např. bitva u Trafalgaru) nebo překvapivým a neočekávaným tahem (viz Hannibalovo překročení Alp v druhé punské válce). Vždy je velice důležité svou výhodu maximálně rozvíjet a nenechat nepřítele vydechnout a vzpamatovat, protože to by mohlo znamenat, že se pracně získaná iniciativa rozplyne.
V souboji dvou výrazně nerovných stran zpravidla třímá iniciativu silnější strana. Iniciativa je totiž spojena s útočnými operacemi a výrazně slabší strana je obvykle vázána na obranu ohrožených pozic a nemá možnost uvolnit jednotky pro aktivní operace. Na druhé straně se může stát, že slabší strana, která získá strategickou iniciativu a dokáže ji dlouhodoběji udržet, může díky tomu vázat značně silnější jednotky nepřítele a zaměstnat je natolik, že nejsou schopny zahájit rozhodující útočné operace. Tento případ se často objevuje v případě gerilové války, kdy slabší strana nepociťuje nutnost vést obranné boje a je schopna se od svého nepřítele odpoutat a zmizet (v nepřehledném či těžko prostupném terénu, případně na cizím území mimo bojovou zónu). Klasickým případem mohou být boje jednotek generála von Lettow-Vorbecka v Německé východní Africe proti silám Dohody.